# Clematis vitalba
Clematis vitalba (L., 1753), comunemente nota come vitalba (da vite alba, "vite bianca"), è una pianta appartenente alla famiglia delle Ranunculaceae, diffusa in Europa e Medio Oriente. In Italia è presente su tutto il territorio nazionale sino a circa 1300 m di quota, in terreni incolti, boschi di latifoglie e macchie temperate.

## Descrizione

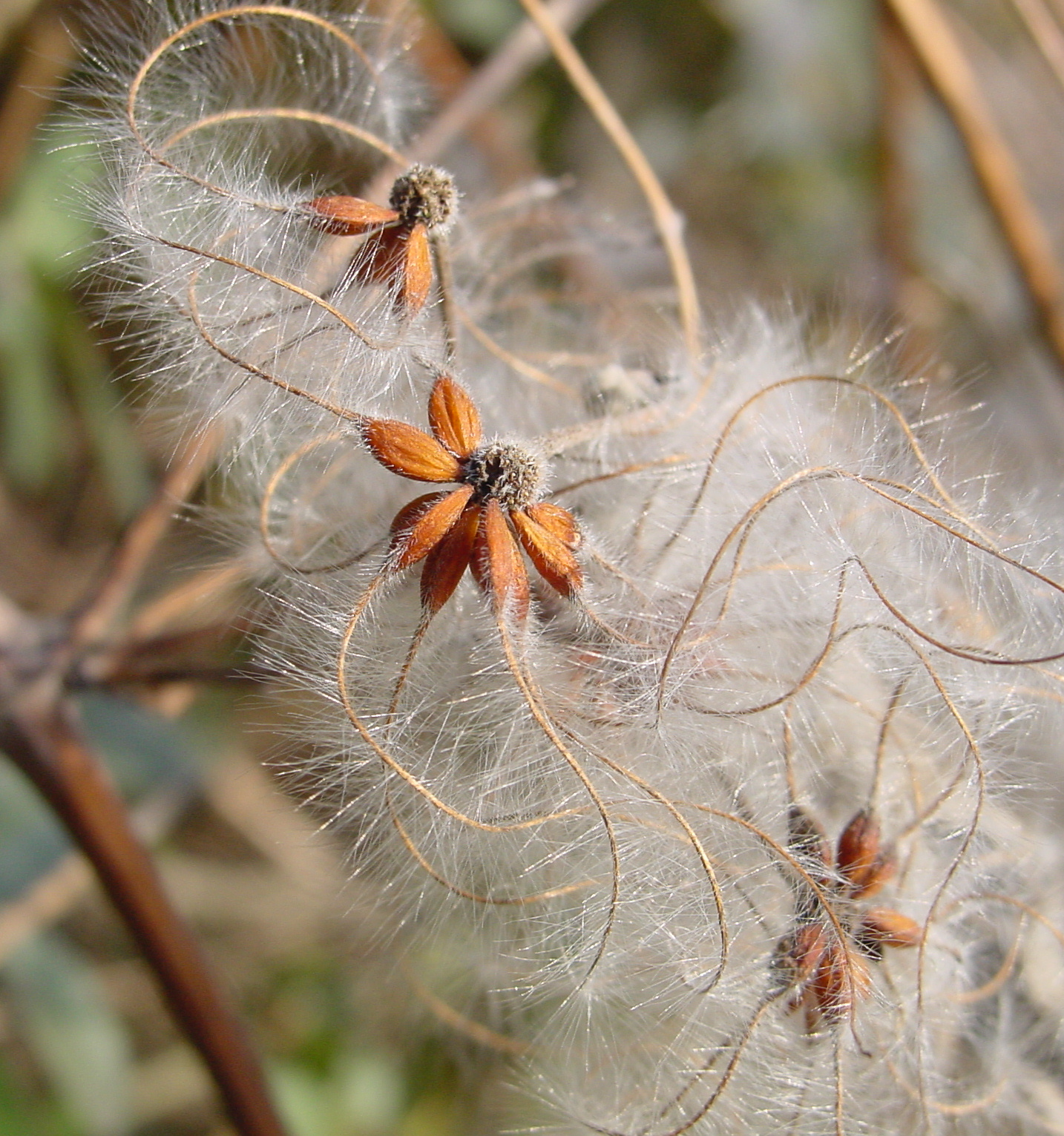
Acheni

Mostra un comportamento rampicante (la sua forma biologica secondo Raunkiaer è P lian - fanerofite lianose) con fusti ramificati, che si allunga anche oltre i 20 metri sugli alberi, sviluppando alla base tronchi legnosi anche piuttosto grossi.
Il profumo, quasi impercettibile, è vagamente simile a quello del biancospino. Fiorisce tra maggio ed agosto a seconda della quota.
Foglie: opposte imparipennate sono formate ognuna da 3 - 5 segmenti di forma ovoidale-lanceolata. Sono peduncolate con i peduncoli ingrossati alla base, il margine è dentato o intero.
Fiori: ermafroditi, profumati, raggruppati in infiorescenze a cima bipara. Hanno 4 sepali petaloidei biancastro-verdastri, numerosi stami e ovario supero pluricarpellare. L'impollinazione è entomofila.
Frutti: sono acheni dotati di una lunga estremità piumosa e disseminati dal vento.

## Ecologia
È una pianta velenosa per la presenza di alcaloidi e saponine (in particolare la protoanemonina), sostanze presenti anche in altri generi della famiglia, che si accumula soprattutto negli organi più vecchi. Può provocare irritazioni cutanee al contatto.
È considerata una pianta infestante del bosco. Infatti, specialmente in associazione con i rovi, la vitalba crea dei veri e propri grovigli inestricabili. È pianta visitata dalle api, che ne raccolgono il nettare.

## Usi
- Viene usata in cucina utilizzando i germogli primaverili per le frittate ("vitalbini" in Toscana, "visoni" in Veneto). A causa delle tossine comuni alla famiglia delle Ranunculaceae è consigliabile non consumarne grosse quantità. Bisogna utilizzare esclusivamente le parti molto giovani della clematide in cui la concentrazione delle sostanze tossiche è molto bassa.
- In passato veniva chiamata "erba dei cenciosi" in quanto i mendicanti erano soliti procurarsi irritazioni ed ulcerazioni con le foglie di questa pianta allo scopo di impietosire i possibili donatori.
- Nei tempi passati in alcuni paesi la parte legnosa veniva tagliata e utilizzata come succedaneo di sigaretta dai ragazzi che non avevano soldi per comprarsele.
- In quanto pianta comune e dal fusto flessibile, spesso la vitalba è utilizzata per la produzione di panieri tondi o altri strumenti nell'ambito della cesteria. Il suo utilizzo è diffuso al posto del salice, soprattutto in Romagna.[3]

## Curiosità

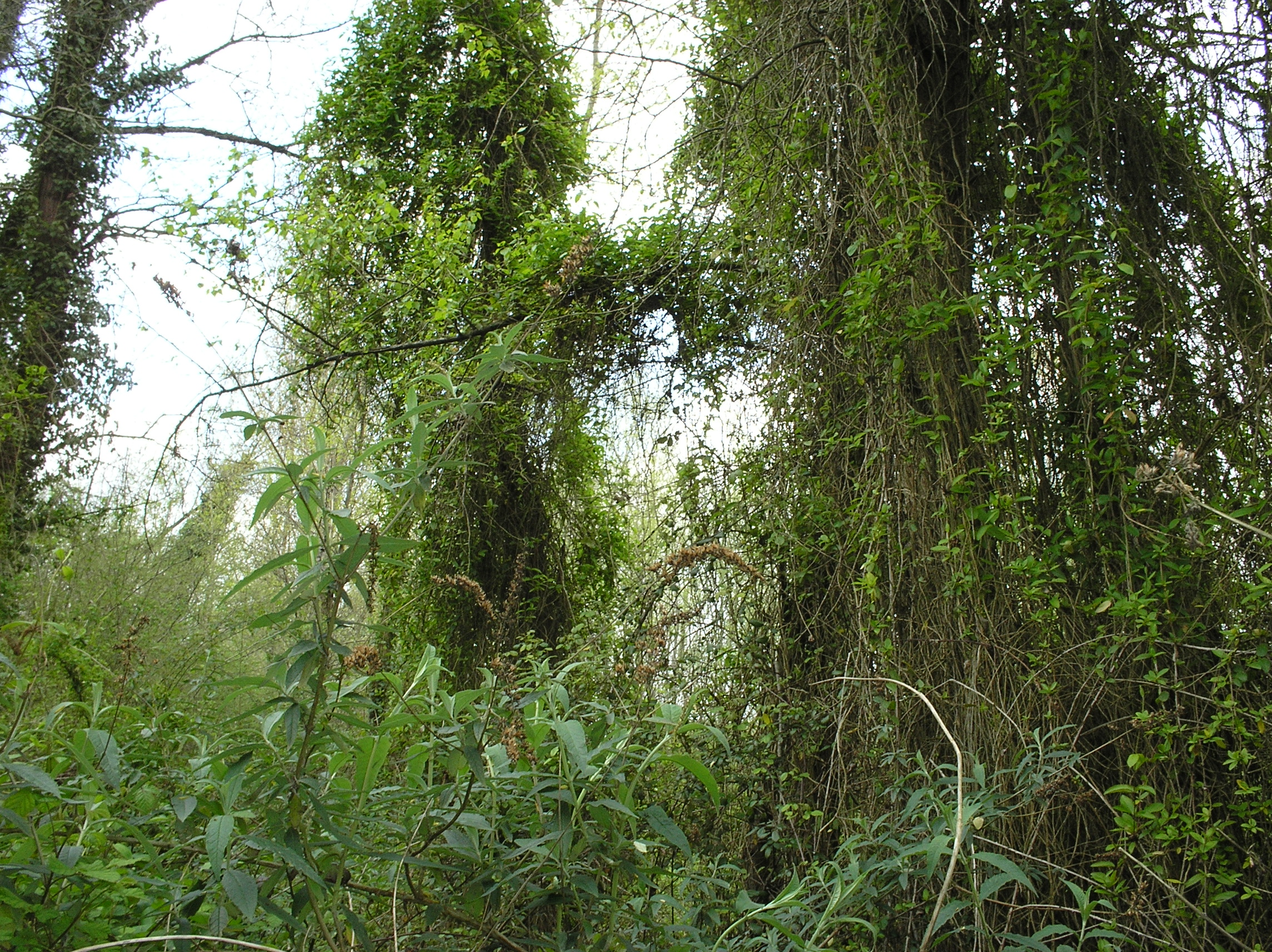
Tipico esempio di "aggressione boschiva" da parte delle liane della vitalba

- In Nuova Zelanda è stata dichiarata "unwanted organism" (organismo non gradito) e non può essere propagata, distribuita o venduta. Rappresenta infatti, per la sua crescita veloce e vigorosa, una minaccia per le specie native.
- Questa pianta è inoltre annoverata come rimedio nei fiori di Bach con il nome di Clematis suggerita a chi sogna ad occhi aperti, è indifferente alla vita e fugge dalla realtà.
- Nota anche in dialetto piemontese come "visrabbia" per la caratteristica di arrampicarsi con le sue liane sulle piante che "aggredisce" come fa la vite sui sostegni.
- Tagete e Tarconte, personaggi mitici della religione Etrusca, secondo il mito, proteggevano i loro campi presso Tarquinia con una testa di asino Arcadico scorticata e con un ramoscello di Vitalba.

## Galleria d'immagini

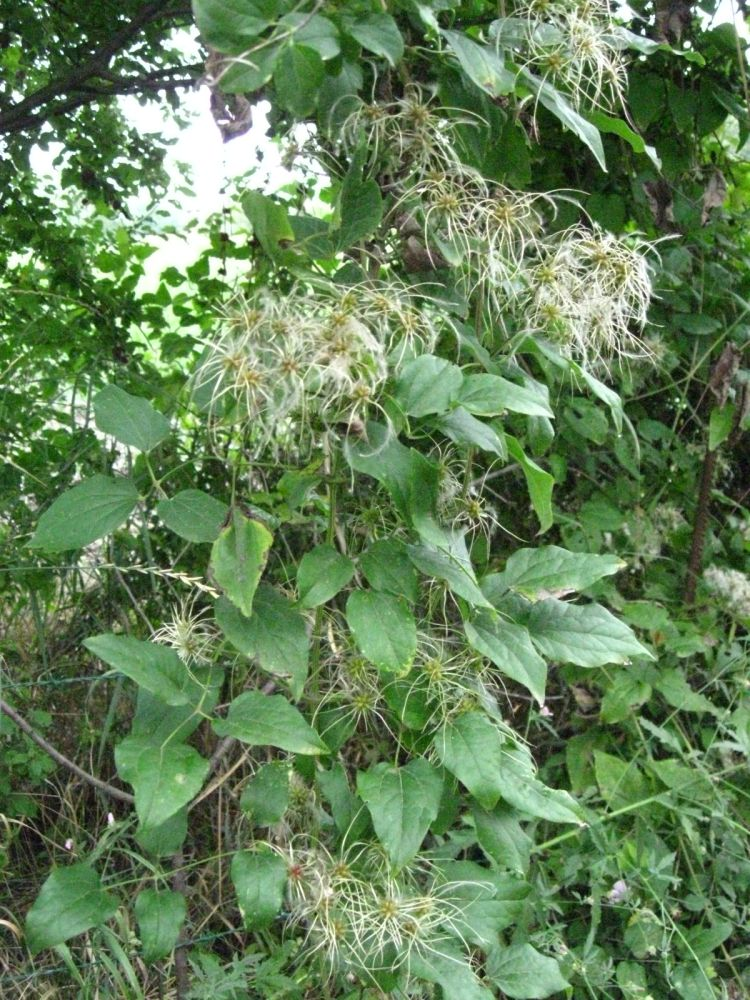
Infruttescenze
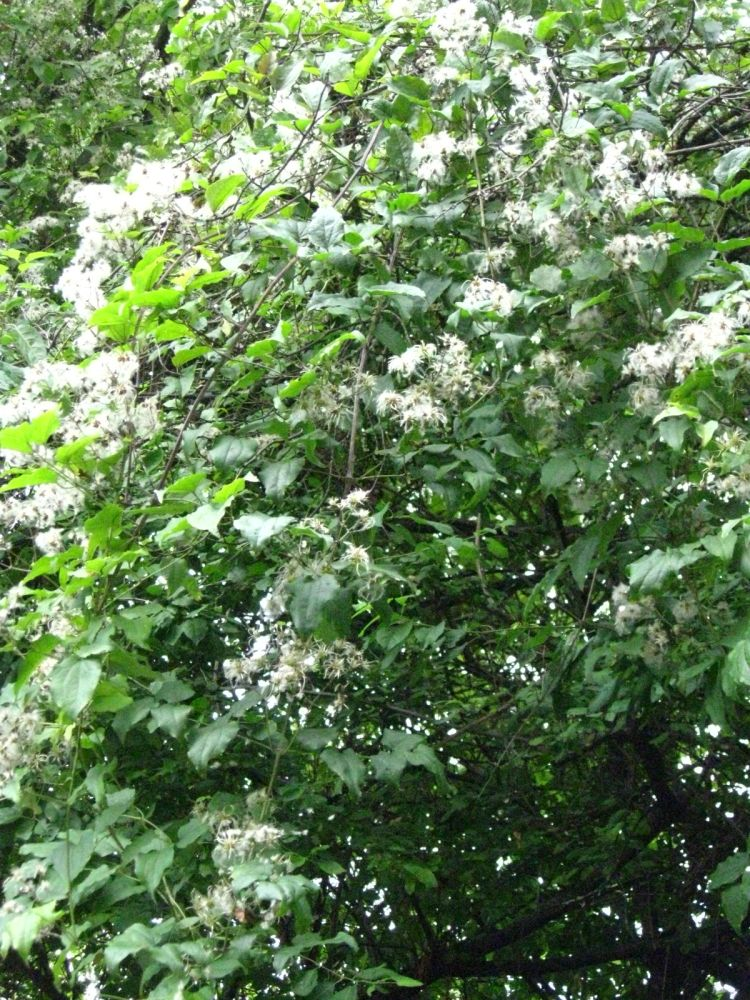
Aspetto
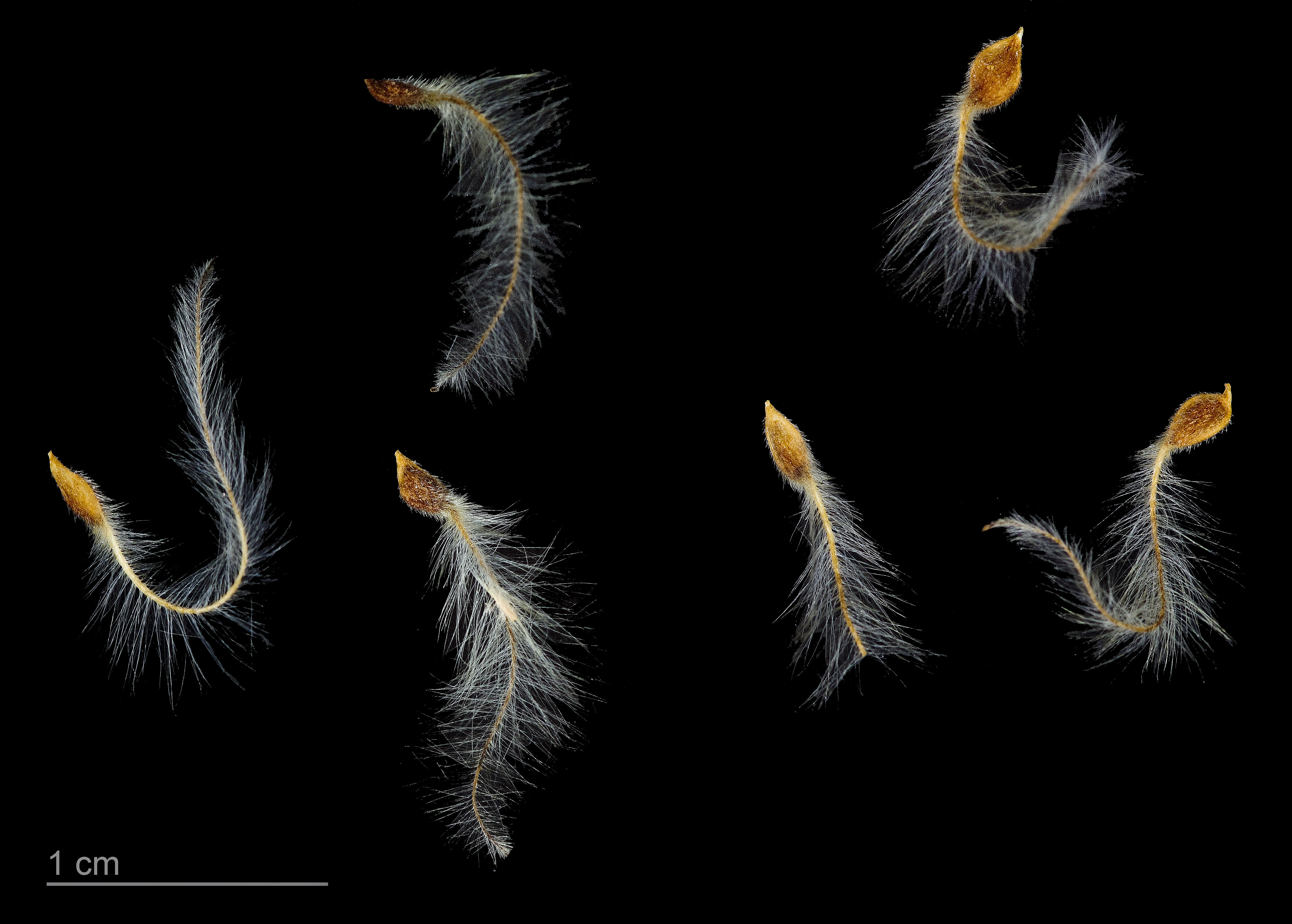
Clematis vitalba - Museum specimen